# Hemberg
Hemberg es una comuna suiza del cantón de San Galo, ubicada en el distrito de Toggenburgo. Limita al norte con las comunas de Neckertal y Sankt Peterzell, al este con Schönengrund (AR) y Urnäsch (AR), al sur con Nesslau-Krummenau y Ebnat-Kappel, y al occidente Wattwil.

## El caso de contaminación electromagnética
En 2002, una antena de telefonía móvil de la empresa Swisscom causó problemas de salud a la población por contaminación electromagnética. El problema fue resuelto con la ayuda de un arquitecto radiestesista, Karim Ibrahim.